# Oligospermia
L'oligospermia (od   oligozoospermia) è un termine che si riferisce allo sperma con una bassa concentrazione di spermatozoi ed è un reperto comune nella sterilità maschile.
Spesso lo sperma con una ridotta concentrazione di spermatozoi può anche mostrare anomalie significative nella morfologia e motilità dello sperma; ciò viene definito in medicina come oligoastenototatozoospermico.

## Diagnosi
La diagnosi di oligozoospermia si basa su un conteggio basso in un'analisi dello sperma eseguita in due occasioni. Per molti decenni le concentrazioni di spermatozoi inferiori a 20 milioni al ml sono state considerate basse o oligospermiche, ma recentemente l'Organizzazione mondiale della sanità ha riesaminato i criteri sul numero degli spermatozoi e stabilito come punto di riferimento inferiore a 15 milioni di spermatozoi al ml. Le concentrazioni di spermatozoi possono oscillare e l'oligospermia può essere temporanea o permanente.
Le fonti classificano solitamente l'oligospermia in 3 classi:
- Lieve: concentrazioni 10-15 milioni di spermatozoi/ml.
- Moderato: concentrazioni 5-10 milioni di spermatozoi/ml.
- Grave: concentrazioni inferiori a 5 milioni di spermatozoi/ml.